# Dasyurus albopunctatus
El cuol o satanelo de Nueva Guinea (Dasyurus albopunctatus) es una especie de marsupial dasiuromorfo de la familia Dasyuridae propia de Nueva Guinea.

## Hábita y distribución
Este cuol habita en bosque húmedos de la mayor parte de la isla de Nueva Guinea y las islas Aru.
En Nueva Guinea habita normalmente en alturas que rondan los 1000 m s. n. m., aunque puede encontrars hasta los 3.350m.

## Faneróptica y anatomía
Es una de las especies más pequeñas del género; pesa unos 500 g y mide de 24 a 35 cm, más 21 a 31 cm de cola. A diferencia de otros dasiuros, sólo el extremo de la cola y su superficie ventral están oscurecidas. El marsupio está reducido a dos simples pliegues de piel a ambos lados del vientre en el que se hallan las 8 mamas que poseen las hembras.

## Dieta
Como otros cuoles, es oportunista y omnívoro. Se trata de un fiero cazador capaz de abatir presas de mayor tamaño que el suyo propio.
Su esperanza de vida es de 3 años en cautividad.

## Comportamiento
Es nocturno. Aunque es fundamentalmente terrestre, es un buen escalador. Existe un término local para designar a este animal, "stilman", que viene a significar "ladrón" debido a la capacidad que tiene para arrebatar la comida a otros cazadores.

## Estado de conservación
Clasificación UICN: casi amenazado.
Se describen como principales riegos de supervivencia de la especie la pérdida o alteración del hábitat, la competencia o la predación con especies introducidas y la persecución a la que es sometida.